# Romain-Octave Pelletier der Ältere

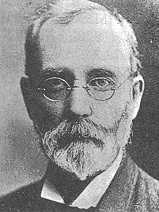
Romain-Octave Pelletier

Romain-Octave Pelletier der Ältere (Romain-Octave Pelletier I; * 9. September 1843 in Montreal; † 4. März 1927 ebenda) war ein kanadischer Organist, Musiklehrer, Komponist und Musikschriftsteller.

## Leben und Wirken
Pelletier war musikalisch weitgehend ein Autodidakt; er hatte nur einigen Orgelunterricht bei seinem Bruder Orphir Pelletier. Im Alter von fünfzehn Jahren wurde er als Nachfolger von Jean-Chrysostome Brauneis Organist an Saint-Jacques-le-Majeur. Er studierte Jura und wurde 1864 Notar. Nach einem Studienaufenthalt bei Samuel Prowse Warren in Hartford/Connecticut war er von 1867 bis 1875 Organist an Saint-Jacques-le-Mineur. Seine Aufführungen „protestantischer“ Komponisten wie Bach und Mendelssohn wurden hier mit Befremden aufgenommen.
1871/72 unternahm er eine Europareise. Er nahm hier Stunden bei George Cooper, William Thomas Best und John Baptiste Calkin in London und bei Louis Lebel, dem Organisten an St-Étienne-du-Mont in Paris. Er spielte an der Orgel von Saint-Sulpice Werke von Bach vor Charles-Marie Widor, nahm Klavierstunden bei Antoine François Marmontel und studierte in Brüssel bei Jacques-Nicolas Lemmens.
Nach seiner Rückkehr nach Montreal war er von 1876 bis 1907 Musikprofessor an der École normale Jacques-Cartier und 1887 bis 1923 Organist an der Kathedrale Saint-Jacques-le-Majeur. Als profunder Orgelkenner wurde er zu den Abnahmen zahlreicher Orgeln der Brüder Casavant in Kanada und den USA eingeladen. 1904 wurde er Professor für Klavier am neu gegründeten McGill-Konservatorium. Zwischen 1884 und 1916 war er mehrmals Präsident der Académie de musique du Québec.
Als Musikpädagoge veröffentlichte Pelletier eine Reihe von Schriften über das Klavierspiel. Unter seinen zahlreichen Schülern sind Alcibiade Béique, Victoria Cartier, Claude Champagne, Édouard Clarke, Alexandre-M. Clerk, Jean Dansereau, Joseph-Daniel Dussault, Nicholas Eichorn, Septimus Fraser, Joseph Gagnier, Alfred La Liberté, Alfred Lamoureux, Alphonse Lavallée-Smith, Émery und Ernest Lavigne, Albertine Morin-Labrecque, Antonio Létourneau, Clarence Lucas, Joseph Piché, William Reed, Léon Ringuet und Amédée Tremblay zu nennen.
Pelletier komponierte neben Orgelwerken einige Klavierstücke, zwei Messen sowie mehrere Motetten. Bei seinen Zeitgenossen galt er als angesehener Improvisator.
Von Pelletiers Bruder Orphir Pelletier (* 7. September 1825 in Montreal; † 1855), der Organist an der St.-Patricks-Kirche war, wurde ein O Salutaris Hostia veröffentlicht. Auch seine Söhne Romain und Frédéric Pelletier waren namhafte Musiker, sein Enkel Romain-Octave Pelletier Musikkritiker und -produzent.

## Werke
- Les Couleurs du Canada, 1860
- Scherzo für Klavier, 1862
- Valse-caprice à la mémoire de Chopin
- Dix petits morceaux pour l’orgue, 1870
- Mécanisme du piano ou Nouvelles études techniques, 1876
- Six pièces d’orgue
- Accompagnement du nouveau manuel de chants liturgiques de l’abbé Borduas, 1889
- Quatre Noëls anciens für Chor und Orgel, 1890
- Prince Arthur, Marsch für Klavier oder Harmoniemusik

## Schriften
- Le Toucher du pianiste, Montreal 1916
- L’Étude de la littérature du piano, Montreal 1920
- L’Art pianistique, Montreal 1922
- Guide du professeur de piano, 1925